# Seiichirō Kashio
Seiichirō Kashio (柏尾誠一郎?, Kashio Seiichirō; Osaka, 2 gennaio 1892 – Palo Alto, 6 settembre 1962) è stato un tennista giapponese.

## Palmarès

### Olimpiadi
- Argento a Anversa 1920 nel doppio maschile.